# Балота де Сус (Долж)
Балота де Сус (рум. Balota de Sus) насеље је у Румунији у округу Долж у општини Мургаши. Oпштина се налази на надморској висини од 210 m.

## Становништво
Према подацима из 2002. године у насељу је живело 378 становника, од којих су сви румунске националности.